# Quintus Caecilius Bassus
Quintus Caecilius Bassus (Kr. e. 1. század) római lovagrendi politikus, hadvezér. A Caeciliusok előkelő plebeiusnemzetségéhez tartozott.
Életéről nem sokat tudunk. Feltehetően Kr. e. 59-ben volt quaestor, majd Pompeius párthíve lett. Kr. e. 48-ban a pharszaloszi csata után Türoszba menekült, ahol több pompeianus társával megpróbálta Syria helytartójától, Sextus Julius Caesartól maga mellé csábítani a helyi katonaság egy részét. Sikerrel is járt, ráadásul a szervezkedését felfedező Caesar meg is bocsátott neki, mivel arra hivatkozott, hogy a Caius Iulius Caesar számára hadakat gyűjtő pergamoni Mithridatésznek kívánt segítséget nyújtani.
Nemsokára elhíresztelte, hogy a dictator vereséget szenvedett és meghalt Africa provinciában, és hogy őt nevezték ki helytartónak. Ezzel Türosz felé indult, de Sextus Caesar legyőzte. Bassus végül megvesztegette ellenfelének katonáit, akik végeztek a helytartóval. Ezzel majdnem az összes syriai légió átállt hozzá, kivéve néhány egységet, amelyek Apameiában teleltek, vagy Kilikiába vonultak vissza. Bassus követte ez utóbbiakat, de nem tudta maga mellé állítani őket.
Appianosz más megvilágításba helyezi a történteket: nála Caius Caesar maga nevezte ki az egyik syriai legio élére Bassust, amit a csak az élet örömeivel törődő Sextus Caesar mindenhova magával vitt. A tiszt rosszallását fejezte ki ezzel kapcsolatban, amivel kiváltotta a helytartó haragját, aki nemsokára elrendelte az egyik kihallgatásról késlekedő Bassus letartóztatását. A katonák egy része felháborodásában tiltakozni kezdett, és az indulatok Caesar meggyilkolásához vezettek: végeredményben a dictator haragjától félő katonaság rángatta bele Bassust a felkelésbe.
Kr. e. 46-ban visszatérve önkényesen praetornak nyilvánította magát, és bevette magát Apameia erődjébe. Először Caius Antistius Vetus ostromolta meg, de sikertelenül, mivel Bassust a Parthus Birodalom és a környékbeli, Alchaudonius vezette arabok is támogatták. Vetus kudarca után Statius Murcus támadta meg Bassus állásait három legióval, azonban őt is visszaverték, erre segítségül hívta Marcius Crispus bithyniai helytartót, aki ugyanennyi katonával jelent meg. Ez a hat legio egészen Kr. e. 43-ig, Cassius megérkezéséig ostromzár alatt tartotta Apameiát, amikor is mind Crispus, mind Murcus, mind Bassus csapatai átálltak a republikánus összeesküvő oldalára. Bassus nem akart Cassius és Brutus táborába kerülni, mégis sértetlenül eltávozhatott. További sorsa ismeretlen, amint családjának egyéb tagjairól sem tudunk.